# Hurum
Hurum er en en tidligere kommune som fra 2020 er en del af storkommunen Asker i Viken fylke i Norge. Hurum lå før 2020 i det tidligere Buskerud fylke og udgør det meste af halvøen Hurumlandet.
Den grænser i nord til Røyken kommune, og ligger ellers ud til Oslofjorden, Breiangen og Drammensfjorden. I vest, på den anden side af Drammensfjorden, som er en sidegren af Oslofjorden, ligger Svelvik kommune.

## Areal og befolkning
De fleste af indbyggene bor i Sætre, Filtvet, Tofte, Kana, Holmsbu og Klokkarstua.